# Emil Schmetzer
Emil Schmetzer (Mannheim, 1908. június 19. – 1988. szeptember 21.) német nemzetközi labdarúgó-játékvezető.

## Pályafutása

### Nemzeti játékvezetés
1930-ban vizsgázott, az I. Liga játékvezetőjeként 1957-ben vonult vissza. Pályafutása alatt több mint 1600 mérkőzés aktív résztvevője. Első ligás mérkőzéseinek száma: 15.

#### Német bajnoki döntő
| Időpont         | Helyszín               | Mérkőzés típusa | Mérkőzés                         | Eredmény | Nézők száma |
| --------------- | ---------------------- | --------------- | -------------------------------- | -------- | ----------- |
| 1954. május 23. | Imtech Arena, Hannover | bajnoki döntő   | Hannover 96–1. FC Kaiserslautern | 5 – 1    | 76 000      |

##### Nemzeti kupamérkőzések
Vezetett kupadöntők száma: 1.

#### Osztrák labdarúgókupa
| Időpont           | Helyszín                          | Mérkőzés típusa | Mérkőzés                                            | Eredmény | Nézők száma |
| ----------------- | --------------------------------- | --------------- | --------------------------------------------------- | -------- | ----------- |
| 1943. október 31. | Adolf-Hitler-Kampfbahn, Stuttgart | döntő           | Luftwaffen-Sportverein Hamburg–First Vienna FC 1894 | 2 – 3    | 45 000      |

### Nemzetközi játékvezetés
A Német labdarúgó-szövetség Játékvezető Bizottsága (JB) terjesztette fel nemzetközi játékvezetőnek, a Nemzetközi Labdarúgó-szövetség (FIFA) 1950-től tartotta nyilván bírói keretében. A FIFA JB központi nyelvei közül a németet beszélte. Több nemzetek közötti válogatott és klubmérkőzést vezetett, vagy működő társának partbíróként segített. A német nemzetközi játékvezetők rangsorában, a világbajnokság-Európa-bajnokság sorrendjében többedmagával a 25. helyet foglalja el 3 találkozó szolgálatával. Az aktív nemzetközi játékvezetéstől 1957-ben búcsúzott. Nemzetközi mérkőzéseinek száma: 13. Válogatott mérkőzéseinek száma: 9.

#### Labdarúgó-világbajnokság
A világbajnoki döntőkhöz vezető úton Svájcba az V., az 1954-es labdarúgó-világbajnokságra  a FIFA JB játékvezetőként alkalmazta. A FIFA JB elvárásának megfelelően, ha nem vezetett, akkor valamelyik működő társának segített partbíróként. Az egyik csoportmérkőzésen és az egyik negyeddöntőn volt partbíró. Világbajnokságon vezetett mérkőzéseinek száma: 1 + 2 (partbíró).

##### 1954-es labdarúgó-világbajnokság

###### Selejtező mérkőzés
| Időpont           | Helyszín                          | Mérkőzés típusa           | Mérkőzés                  | Eredmény |
| ----------------- | --------------------------------- | ------------------------- | ------------------------- | -------- |
| 1954. március 14. | Beşiktaş İnönü Stadion, Isztambul | előselejtező (6. csoport) | Törökország–Spanyolország | 1 – 0    |

###### Világbajnoki mérkőzés
| Időpont          | Helyszín                 | Mérkőzés típusa              | Mérkőzés       | Eredmény | Nézők száma |
| ---------------- | ------------------------ | ---------------------------- | -------------- | -------- | ----------- |
| 1954. június 17. | St. Jakob Stadion, Bázel | csoportmérkőzés (D. csoport) | Anglia–Belgium | 4 – 4    | 15 000      |

##### 1958-as labdarúgó-világbajnokság

###### Selejtező mérkőzés
| Időpont         | Helyszín                   | Mérkőzés típusa           | Mérkőzés           | Eredmény |
| --------------- | -------------------------- | ------------------------- | ------------------ | -------- |
| 1957. május 26. | Ernst Happel Stadion, Bécs | előselejtező (5. csoport) | Ausztria–Hollandia | 3 – 2    |

## Sportvezetőként
1943-1980 között elnöke Mannheim Sport Körnek, alelnöke a Baden Sportszövetségnek.

## Szakmai sikerek
A Német Labdarúgó-szövetségtől megkapta a Badge of Honour és a Golden Ring of Honor SV Waldhof Mannheim elismeréseket. A Baden Sportszövetség 1973-ban a szövetségi érdemkeresztet, adományozta sportpályafutásának elismeréseként.